# Viator de Lyon
Viator de Lyon (falecido c. A.D. 389 ) é um santo gaulês do século IV.

## História
O nome "Viator" em latim originalmente significava "viajante por estrada". No direito romano, a palavra passou a designar um oficial de justiça menor que saía para convocar as pessoas a comparecer perante o magistrado. Essa pode ter sido a ocupação anterior de Viator ou se referir à sua família de origem.  Segundo a tradição, era leitor ou catequista na catedral de Lyon, e era tido em alta estima pelo bispo de Lyon, Justus (Justo), e pelos congregados. Por volta de 381 Justo decidiu viver como eremita no Egito e Viator sabendo de suas intenções, decidiu seguir seu bispo e mestre. Ele alcançou o bispo em Marselha, e juntos embarcaram no navio para o Egito. Eles morreram em um mosteiro de Scetes (atual Úadi Natrum ) em 389 D.C. 

## Veneração
Suas relíquias foram transladas para Lyon (o dia é registrado como 2 de setembro).  Por volta do século V, quatro dias de festa eram celebrados anualmente em Lyon em homenagem aos Santos Justo e Viator. Seus restos mortais estão na igreja de São Justo em Lyon. 
Seu dia de festa é 21 de outubro. 

## Legado
Os Clérigos de São Viator tomam seu nome dele. 

## São Justo de Lyon
Justo nasceu em Vivarais e tornou-se diácono da Igreja de Vienne. Algum tempo depois de 343, ele foi escolhido para suceder o bispo Verissimus, como bispo de Lyon. Em 374, o Bispo Justo ajudou no Conselho regional de Valence. Em 382, participou do Concílio de Aquileia, como um dos dois representantes dos Bispos da Gália.
Pouco depois de voltar do Concílio de Aquileia, o bispo Justo confidenciou a Viator a intenção de abandonar a Sé de Lyon para assumir a vida ascética de monge no deserto de Scete, no Egito. Essa decisão parece ter sido motivada por uma série de fatores: seu caráter, de homem moderado estudioso e contemplativo; a sua idade, pois era bispo há muitos anos e parece que já estava na casa dos sessenta; e por um triste acontecimento ocorrido em Lyon pouco tempo antes.
Um homem louco correu pelo mercado da cidade, cortando loucamente com uma espada e ferindo e matando muitos cidadãos. Ele então correu para a Catedral e reivindicou o direito de santuário. Uma multidão se reuniu para invadir a igreja. O bispo Justo interveio, mas ao ter certeza de que o homem teria um julgamento justo, ele concordou em entregá-lo. Assim que isso foi feito, a multidão agarrou o homem da guarda do magistrado e o matou no local. O bispo passou a acreditar que seu fracasso em proteger adequadamente o assassino o tornou indigno de continuar a liderar a comunidade cristã, e resolveu dedicar o resto de sua vida a fazer penitência.
Em 381, o bispo Justo deixou secretamente Lyon para Marselha, onde embarcou para Alexandria no Egito. Uma vez lá, eles se juntaram à comunidade de monges no deserto de Scetes, cerca de 40 ou 50 milhas ao sul de Alexandria, além das montanhas de Nitria, no deserto da Líbia. Naquela época o líder ou abade desta comunidade era São Macário do Egito (ou o Velho) († 390), discípulo de um dos fundadores do monaquismo no Egito, Santo Antônio († 356). Macário tinha fama de grande santidade e ascetismo feroz. A maioria dos monges vivia em celas, escavadas no chão ou construídas de pedras, e cada uma fora da vista dos outros. Eles se reuniam apenas aos sábados para celebrar a liturgia. Eles se sustentavam com trabalho manual e comiam apenas os alimentos mais pobres. Jejum, oração, silêncio e vigílias noturnas caracterizavam suas vidas. Bispo Justo morreu por volta de 389.